# Битка при Сегре
Битката при Сегре е поредица от битки, които се състоят по поречието на река Сегре между 4 април 1938 г. и 3 януари 1939 г. по време на Гражданската война в Испания, след като националистическата фракция разбива линиите на испанската републиканска армия в Арагон.

## Обща информация
След като е превзет Арагон, река Сегре се превръща в решаваща линия за Испанската република не само за спиране на опустошителното настъпление на изток на бунтовническите армии, но и за да се гарантира, че жизненоважните водноелектрически язовири на Предпиренеите няма да паднат във франкистки ръце.
В началото на април се водят постоянни битки на фронта на Сегре по протежение на дълга отбранителна линия от републикански позиции и укрепления. През по-голямата част от 1938 г. има многобройни атаки, контраатаки и сблъсъци от двете страни по река Сегре. Голям брой жива сила и материални средства са изпратени в Източната армия на новосъздадената Армейска група Източен регион на този фронт. Испанската република успява да задържи тази линия до началото на януари 1939 г., когато става невъзможно да продължи да удържа съпротивата срещу огромния натиск на бунтовниците.